# Боно
Пол Дэ́вид Хью́сон (англ. Paul David Hewson; род. 10 мая 1960, Дублин, Ирландия), известный под псевдонимом Бо́но (лат. Bono) — ирландский автор-исполнитель, музыкант и филантроп. Вокалист рок-группы U2.

## Биография
Пол Дэвид Хьюсон родился 10 мая 1960 года в дублинском госпитале Rotunda Hospital. Он рос в пригороде Гласневина под названием Нордсайд вместе со старшим братом Норманом Робертом Хьюсоном, матерью Айрис Хьюсон (урождённая Рэнкин), приверженкой англиканской церкви, и отцом Бренданом Робертом Хьюсоном, католиком. Изначально родители решили, что их первенец будет англиканцем, а второй ребёнок католиком. Хотя Пол стал вторым ребёнком, он также посещал службу Церкви Ирландии вместе с матерью и братом.
Он поступил в местную начальную школу Glasnevin National School. 10 сентября 1974 года, когда Полу было 14 лет, его мать умерла от церебральной аневризмы на похоронах её отца. Это событие оставило на нём огромный отпечаток, и множество песен U2, включая «I Will Follow», «Mofo», «Out of Control», «Lemon» и «Tomorrow», посвящены потере его матери.
Позже Пол поступил в единую среднюю школу Mount Temple Comprehensive School в Клонтарфе. Будучи подростком, Пол состоял в уличной шайке «Lypton Village». В ней он познакомился с одним из своих ближайших друзей Дереком «Guggi» Роуэном, позже основавшим с другим участником «Lypton Village» Гэвином Фрайди (Фионан Хэнви) арт-готик-рок-группу Virgin Prunes. Всем членам шайки полагалось носить кличку; сначала Пола называли «Steinvic von Huyseman», потом оно сократилось до «Huyseman», затем «Houseman», «Bon Murray», «Bono Vox of O’Connell Street», и наконец просто «Bono» (автор — Гэвин Фрайди). «Bono Vox» является альтерацией латинской фразы Bonavox — названия дублинского магазина, торговавшего аппаратами для слабослышащих людей. Фраза переводится как «хороший голос», но Пол в юности искренне полагал, что вокальными данными не обладает, и прозвище ему изначально не нравилось. Пол Хьюсон стал известен как Боно с конца 1970-х годов.
В 1977 году в Дублине Боно (вокал), Дэвид «Эдж» Эванс (гитара), Адам Клейтон (бас), Лоренс Маллен (ударные), все — ученики одной школы, — основали свою группу U2. Их первые альбомы Boy, October и War с синглом «Sunday Bloody Sunday» имели значительный коммерческий успех, который в дальнейшем был развит.
В 2007 году в фильме-мюзикле «Через Вселенную» Боно сыграл Доктора Роберта Рили — характерного персонажа 1960-х, автора книг о трансцендентальном и водителя расписного автобуса хиппи. Для фильма он исполнил две песни группы «Битлз» — «I Am the Walrus» и «Lucy in the Sky with Diamonds».

## Общественная деятельность
«Иногда меня просто раздражает, когда люди, ничего не знающие, говорят что-то типа: „О, ну конечно, эти деньги пойдут в Судан, а там сейчас война, и они купят на них танки“. В таких случаях мне хочется сказать: „Чёрт подери, приятель, это я куплю танк и подъеду к твоему офису!“»

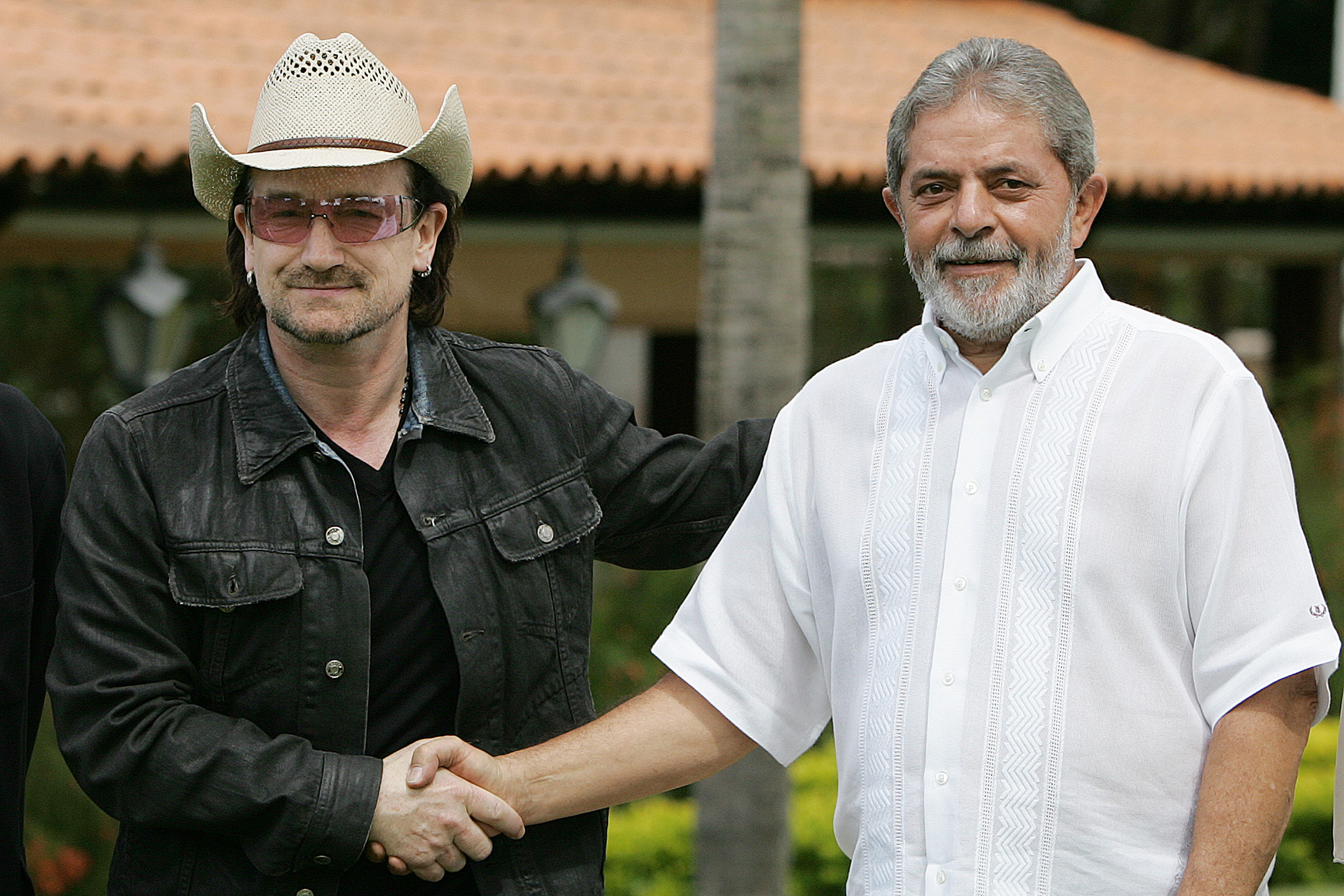
Боно и президент Бразилии Луис да Силва в 2006 году

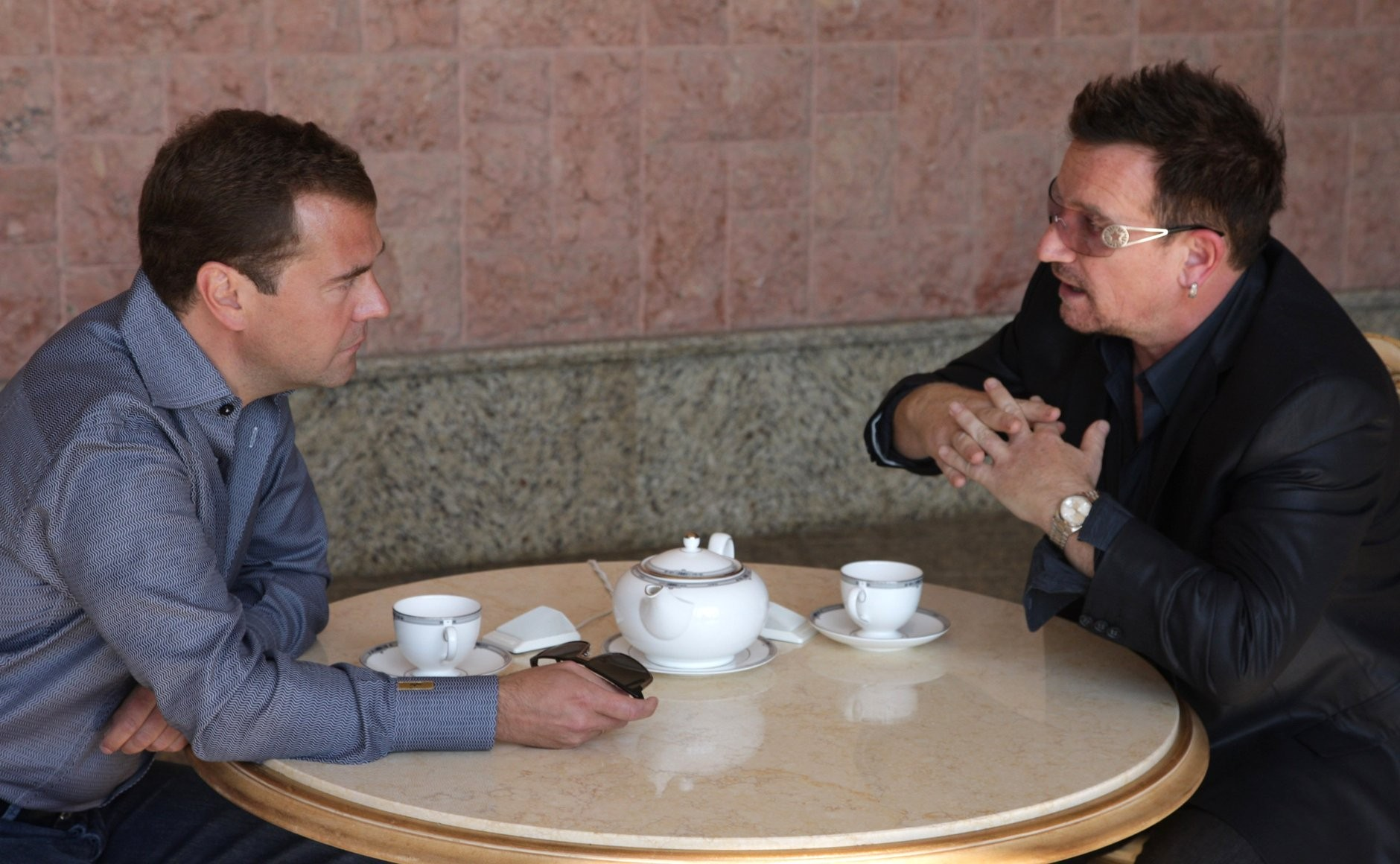
Боно и президент России Дмитрий Медведев в 2010 году

Боно активно занимается общественной и благотворительной деятельностью. Особое внимание он уделяет борьбе со СПИДом и поддержке беднейших стран Африки, в частности путём призыва к прощению внешнего долга этих государств и открытой торговле. В 2002 году им основана компания DATA, название которой расшифровывается как Debt AIDS Trade Africa (в переводе с английского «долг, СПИД, торговля, Африка»). В 2006 году Боно и Робертом Шрайвером основана кампания (PRODUCT)RED™, целью которой является сбор средств для Глобального фонда борьбы со СПИДом. Лейбл EDUN, основанный вместе с супругой Эли, ставил целью развитие производства в Африке. Развернутая (на пару с Бобом Гелдофом) кампания по списанию долгов африканских стран перед западными кредиторами увенчалась относительным успехом: 36 государств прошли процедуру полного или частичного освобождения от долгов, которая, по данным Международного валютного фонда, обошлась кредиторам в $116 млрд.
В 2005 году Боно стал одним из «людей года» журнала Time. В 2006 году он был включен в список кандидатов на получение Нобелевской премии мира (в список из 191 претендента вошёл также и другой рок-музыкант и общественный деятель Боб Гелдоф).
В качестве общественного деятеля Боно неоднократно встречался с лидерами различных государств мира, среди которых президент Бразилии Луис да Силва (2006), президент США Джордж Буш-младший (2006), президент Франции Николя Саркози (2008) и другие.
24 августа 2010 года в городе Сочи состоялась встреча Боно с президентом России Дмитрием Медведевым. Во время встречи Медведев, в частности, сказал певцу: «Когда очень много начинают заниматься общественной деятельностью, зачастую музыка заканчивается, но с Вами этого не случилось».
Иногда он сталкивается с критикой и ироническим отношением. В частности, скульптор Франц Смит создал скульптуру, изображающую Боно в облике Иисуса Христа, не замечающего чернокожего ребёнка, лежащего у его ног. В ироническом ключе подан персонаж Боно в мультсериалах «Южный парк» (эпизод «Больше дерьма») и «Симпсоны». Гарри Браун в своей книге «Фронтмен (Во имя власти)», признавая искренность побуждений Боно и объективный масштаб его достижений, высказывает мысль, что забота последнего о бедняках в итоге служит неолиберальной эксплуатационной политике Запада и империалистической военной машине.
Является одним из героев эпизода 1109 (№ 162) сериала «Южный парк», премьера которого состоялась 10 октября 2007 года.
В феврале 2024 года, во время концерта в Лас-Вегасе, рассказал со сцены о гибели Алексея Навального, призвав зрителей скандировать имя политика, заявив, что российский президент Путин никогда не называл его по имени. Также Боно призвал США оказывать поддержку Украине, так как они «сражаются за нашу свободу».

## Личная жизнь

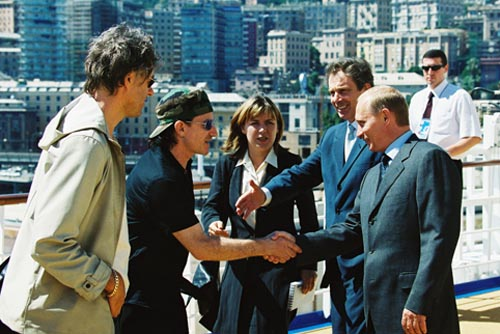
Боно встречается с Блэром и Путиным, 2001 год

Боно женат на Элисон Хьюсон (англ. Alison Hewson, урождённая Стюарт). Их отношения начались в 1975 году, 21 августа 1982 года они поженились в церкви Ирландии (англиканской). У супругов четверо детей, дочери: Джордан (р. 10 мая 1989 года) и Мемфис Ив Хьюсон (р. 7 июля 1991 года) и сыновья Илия Боб Патрикий (р. 18 августа 1999 г.) и Джон Абрахам (р. 21 мая 2001 года). Боно живёт со своей семьёй в Киллини на юге Дублина. Также он имеет в доле виллу в Приморских Альпах на юге Франции.
Боно почти никогда не появляется на публике без солнечных очков, поскольку страдает глаукомой. Во время интервью журналу «Роллинг Стоун» он заявил: «Мои глаза очень чувствительны к свету. Если меня фотографируют, я буду видеть вспышки оставшуюся часть дня. А глаза покраснеют…».
В 2002 году музыкант попал в топ 100 величайших британцев согласно опросу, проведённому среди широкой общественности.
В мае 2010 года Боно перенёс травму позвоночника во время подготовки к предстоящему турне U2 и был доставлен в немецкую клинику неотложной нейрохирургии в Мюнхене. Весь североамериканский тур был отложен и перенесён на 2011 год.
В честь Боно был назван вид пауков семейства Euctenizidae рода Aptostichus — A. bonoi, проживающих в национальном парке «Дерево Джошуа» (англ. Joshua Tree National Park) в Калифорнии. Открытие принадлежит биологу Джейсону Бонду из Университета Оберна, расположенного в штате Алабама.

## Награды
- Президентская медаль Свободы (4 января 2025 года, США)[28].
- Орден Почётного легиона степени Кавалера (Франция, 2003)[29][30][31].
- Орден Свободы степени офицера (Португалия, 2005)[32][33].
- Орден Британской империи степени Рыцаря-Командора без права на использование титула «сэр» (Великобритания, 2006)[34][35][36][37][38][39].
- Орден Пабло Неруды за заслуги в области искусства и культуры[исп.] (Чили, 2006).
- Филадельфийская медаль Свободы совместно с организацией «DATA[англ.]» (США, 2007)[40][41][42].
- Орден Ацтекского орла степени Кавалера (Мексика, 2012)[43].
- Орден Искусств и литературы степени Командора (Франция, 2013)[44][45][46][47][48][49].
- Премия центра Кеннеди (2022).
- Орден «За заслуги» III степени (Украина, 2022)[50].